# Phyllocyclus
Phyllocyclus es un género con 5 especies de plantas fanerógamas perteneciente a la familia Gentianaceae.

## Taxonomía
El género fue descrito por  Wilhelm Sulpiz Kurz y publicado en J. Asiat. Soc. Bengal 42. II: 235. 1874.

## Especies
- Phyllocyclus helferianus Kurz
- Phyllocyclus lucidissimus (H.Lév. & Vaniot) Thiv
- Phyllocyclus minutiflorus Thiv
- Phyllocyclus parishii Kurz
- Phyllocyclus petelotii (Merr.) Thiv